# 微孔草
微孔草（学名：Microula sikkimensis）为紫草科微孔草属的植物。分布于锡金以及中国大陆的陕西、西藏、四川、甘肃、青海、云南等地，生长于海拔2,000米至4,500米的地区，多生于灌丛下、高山草地、林边或河边多石草地，目前尚未由人工引种栽培。